# 土耳其旅
土耳其旅是1950年至1953年朝鲜战争期间土耳其陆军受联合国军指挥的一个步兵旅。土耳其旅下属于美国陆军第25轻步兵师，曾参与多次战斗。在志愿军入朝第五次战役中，与美军参与歼灭了中国人民志愿军第一八〇师的战斗。